# أسفل مثبة

تعديل مصدري - تعديل

اسفل مثبه هي إحدى قرى عزلة سرار بمديرية سرار التابعة لمحافظة أبين، بلغ تعداد سكانها 133 نسمة حسب تعداد اليمن لعام 2004.